# Mucia Terzia
Mucia Terzia (latino: Mucia Tertia; Roma, ... – ...; fl. 104 a.C. - 31 a.C.) è stata una nobildonna romana, terza moglie di Gneo Pompeo Magno, madre di tutti i suoi figli sopravvissuti e unica delle sue mogli a rimanere attiva in politica anche dopo la fine del loro matrimonio.

## Biografia
Mucia Terzia era la terza figlia di Quinto Mucio Scevola e di una Licinia, parente stretta di Catone il Giovane. Quando era ancora piccolissima, sua madre fu coinvolta in uno scandalo per adulterio che la vide infine divorziare per sposare il suo amante, Quinto Cecilio Metello Nepote, a cui diede due figli, Quinto Metello Celere e Quinto Metello Nepote, entrambi consoli. 
Nell'82 a.C., ancora molto giovane, venne data in moglie a Gaio Mario il Giovane, figlio del celebre Gaio Mario, ma rimase vedova nello stesso anno, quando suo marito, sconfitto da Silla nel corso della guerra civile, si suicidò. 
Dopo la sua vittoria, nel 79 a.C. Silla la diede in moglie al suo luogotenente Gneo Pompeo, di cui fu la terza moglie. I due ebbero due figli e una figlia, che furono gli unici figli noti sopravvissuti di Pompeo. Mucia godeva di una certa quantità di potere e influenza e agì come intermediaria per il marito, ad esempio, Cicerone riferì che, per ottenere un incontro con Pompeo, dovette prima rivolgersi a lei. Nel 61 a.C., mentre rientrava a Roma da una delle sue campagne, Pompeo inviò a Mucia una lettera di divorzio, adducendo come motivazione l'adulterio. Sebbene ci fossero voci secondo cui Mucia fosse stata amante di Cesare, a cui Pompeo si riferiva come a "Egisto", personaggio della mitologia greca noto per aver sedotto la moglie di un re, non è noto se Pompeo credesse davvero a tali voci o se vi desse peso, data la sua alleanza al tempo stabile con Cesare, o se l'accusa non nascondesse motivazioni più politiche, dal momento che nemmeno due anni dopo Pompeo sposò Giulia, figlia proprio di Cesare. Cicerone riferì che il divorzio da Mucia era "pienamente legittimo", e altri storici sottolineano come, subito dopo, Pompeo cercò invano di sposare una nipote di Catone il Giovane, sottointendendo che il ripudio di Mucia fosse pre-pianificato, anche perché i rapporti con i parenti della donna si erano raffreddati dopo che Pompeo aveva declassato un loro parente, Lucullo, dal comando della terza guerra mitridatica.
Subito dopo il divorzio, Mucia sposò Marco Emilio Scauro, figliastro di Silla, da cui ebbe un altro figlio. Le relazioni fra Pompeo, la famiglia di Mucia e il suo nuovo marito erano fredde se non ostili: quando Scauro fu processato per estorsione, nel 54 a.C., Pompeo si rifiutò di difenderlo. Inoltre, pare si sentisse umiliato dal fatto che il nuovo matrimonio di Mucia fosse avvenuto praticamente subito dopo il divorzio. Da parte sua, Mucia, il cui divorzio non aveva influito sulla sua reputazione personale, influenzò i suoi fratellastri affinché abbandonassero la fazione pompeiana quando questi iniziò la sua guerra con Cesare.
Rispettata dal popolo romano e considerata un'abile diplomatica, nel 39 a.C. fu scelta come mediatrice fra suo figlio Sesto e l'erede di Cesare, Ottaviano, divenendo la prima romana nota a ricoprire un ruolo diplomatico ufficialmente riconosciuto. 
Sebbene alla fine Ottaviano trionfò contro Sesto, che venne giustiziato senza processo nel 35 a.C., continuò a stimare Mucia, e nel 31 a.C. risparmiò, su sua richiesta, la vita di suo figlio Marco Scauro, che aveva combattuto per Marco Antonio. 
Dopo tale data, scompare dalle fonti. 

## Discendenza
Da Pompeo, ebbe due figli e una figlia:
- Gneo Pompeo. Dopo la morte del padre continuo a combattere contro Cesare fino alla sua morte nel 45 a.C.
- Pompea. Risparmiata da Cesare dopo la morte del padre, si sposò due volte ed ebbe cinque figli.
- Sesto Pompeo. Dopo la morte del padre e del fratello, continuò a combattere prima contro Cesare e poi contro Ottaviano fino alla sua morte nel 35 a.C.

Da Marco Emilio Scauro, ebbe un figlio:
- Marco Emilio Scauro. Inizialmente alleato del fratellastro Sesto, che seguì durante la fuga in Sicilia, nel 35 a.C. lo tradì per passare dalla parte di Marco Antonio, a cui rimase fedele fino alla sconfitta di Azio nel 31 a.C. Risparmiato da Ottaviano grazie alle suppliche di sua madre, poté tornare a Roma, dove ebbe un figlio, l'oratore Mamerco.

### Fonti primarie
- Quinto Asconio Pediano, Pro Scauro
- Cicerone, Epistulae ad Familiares, V, 2
- Cicerone, Epistulae ad Atticum, I, 12
- Cassio Dione, Storia Romana, XXXVII 49, XLVIII 16, LI 2, LVI 38
- Appiano, Bellum civile, V, 69-72
- Svetonio, Vita di Giulio Cesare, 50
- Plutarco, Vita di Mario, 35.6-7 e Vita di Pompeo, 42
- Giovanni Zonara, Epitome Historiarum, X, 5
- San Girolamo, Adversus Jovinianum, I, 48

### Fonti secondarie
- Richard A. Bauman, Women and politics in ancient Rome, Routledge, 2003, ISBN 978-0-415-05777-6.
- (EN) Shelley P. Haley, The Five Wives of Pompey the Great, in Greece and Rome, vol. 32, n. 1, 1985-04,  pp. 49-59, DOI:10.1017/S0017383500030138.
- (EN) Jeremy Tanner, Portraits, Power, and Patronage in the Late Roman Republic, in Journal of Roman Studies, vol. 90, 2000-11,  pp. 18-50, DOI:10.2307/300199.
- (EN) W. Jeffrey Tatum, The Patrician Tribune: Publius Clodius Pulcher, UNC Press Books, 25 febbraio 2014, ISBN 978-1-4696-2065-7.
- Lynda Telford, Sulla: a dictator reconsidered, Pen & Sword Military, 2014, ISBN 978-1-78303-048-4.
- (EN) Timothy Peter Wiseman e T. P. Wiseman, Catullus and His World: A Reappraisal, Cambridge University Press, 1987, ISBN 978-0-521-31968-3.
- Erich Stephen Gruen, The Last generation of the Roman republic, New ed., University of California press, 1995, ISBN 978-0-520-20153-8.
- Annelise Freisenbruch, Caesars' Wives: Sex, Power, and Politics in the Roman Empire., 2011, ISBN 9781416583059.
- Francesca Rohr Vio, Powerful matrons: New political actors in the late Roman republic, collana Libera res publica, 1a ed, Editorial Universidad de Sevilla Prensas de la Universidad de Zaragoza, 2022, ISBN 978-84-1340-452-3.